# تپه و گورستان اصلان
تپه و قبرستان اصلان مربوط به دوره ساسانیان و دوران‌های تاریخی پس از اسلام است و در بومهن، حاشیه شهر واقع شده و این اثر در تاریخ ۱۰ آذر ۱۳۵۴ با شمارهٔ ثبت ۱۱۲۶ به‌عنوان یکی از آثار ملی ایران به ثبت رسیده است.